# Дружинина, Людмила Гавриловна
Людмила Гавриловна Дружинина (1918—1996) — советская детская поэтесса и писательница.

## Биография
Родилась в 1918 году в селе Калачинском Омской области.
Окончила химический факультет Казахского государственного университета им. С. М. Кирова.
Трудовую деятельность начала в должности химика в Семипалатинском геологическом управлении. Затем работала в Томском геологоуправлении.
Творческая биография писательницы начинается с 1947 года, когда в альманахе «Томск» и в Томской областной газете «Красное знамя» она опубликовала свои первые стихи. В эти же годы переходит на журналистскую работу. Работала в газетах Томска, Новосибирска, Талды-Кургана. Член КПСС.
Первую книжку стихов для детей «Веселый кружок» Л. Дружинина написала в 1954 году. Вышла она в Новосибирском книжном издательстве. Через два года в том же издательстве выходит вторая книжка для детей — «Живой календарь». В 1967 году Западно-Сибирское книжное издательство выпустило небольшую книжку для детей «Весенний телеграф».
Но основная часть книг выходит в Алма-Ате: Четыре следующих книги: «Малыши подрастают» (1956), «Дружные дела» (1959), «Ступенька за ступенькой» (1961), «Апорт» (1963), «Дома и в школе» (1968), «Весёлые дети» (1977), «Волшебный художник» (1980), «Неумейка открывает мир» (1984), «Лесная тропинка» (1985), «Детям о детях» (1989).

## Книги
- Дружинина Л. Г. Малыши подрастают. — Алма-Ата : Казгослитиздат, 1956. — 48 с. — 30000 экз.
- Дружинина Л. Г. Дружные дела. — Алма-Ата : Казгослитиздат, 1959. — 28 с. — 23000 экз.
- Дружинина Л. Г. Ступенька за ступенькой. — Алма-Ата : Казгослитиздат, 1961. — 31 с. — 85000 экз.
- Дружинина Л. Г. Апорт. — Алма-Ата : Казгослитиздат, 1963. — 27 с. — 10000 экз.
- Дружинина Л. Г. Дома и в школе. — Алма-Ата : Жазушы, 1968. — 12 с. — 10000 экз.
- Дружинина Л. Г. Волшебный художник. — Алма-Ата : Жалын, 1980. — 12 с. — 100000 экз.
- Дружинина Л. Д. Неумейка открывает мир. — Алма-Ата : Жалын, 1984. — 20 с. — 200000 экз.
- Дружинина Л. Д. Лесная тропинка. — Алма-Ата : Жалын, 1985. — 24 с. — 50000 экз.
- Дружинина Л. Д. Детям о детях. — Алма-Ата : Жалын, 1989. — 16 с. — 35000 экз.. — ISBN 5-610-00081-5